# František Bedřich Kott
František Bedřich Kott, v matrice zapsán jako Franz Friedrich Goth (15. dubna 1808 Zběšičky – 29. dubna 1884 Brno) byl český hudební skladatel, varhaník a zpěvák.

## Život
Studoval na Pražské konzervatoři u Bedřicha Diviše Webra. Po absolvování školy odešel do Brna, kde se stal učitelem hudby, varhaníkem v chrámu sv. Petra a Pavla, tenoristou a členem orchestru brněnského divadla (dnešní Divadlo Reduta).
Aktivně se účastnil hnutí za národní obrození. Jeho skladby se vyznačují volbou vlasteneckých témat. Napsal českou operu Žižkův dub. Pozoruhodné je, že osoby Jana Žižky se prakticky netýká; je to pohádková komedie V. K. Klicpery s loupežnickou zápletkou.

### Dílo
Byl autorem mnoha chrámových skladeb a kantát. Psal i skladby pro klavír a ouvertury pro orchestr. Jeho dílo se nese v romantickém duchu a ve své době bylo dosti oblíbené.
Zkomponoval dvě opery:
- Žižkův dub (1841), později přepracována pod názvem Poklad
- Dalibor (1846), nedokončena

Z jeho sborů byly často uváděny mužské sbory:
- Kýžba
- Hlas z Blaníka